# Amped 3
Amped 3 è un videogioco sportivo di snowboard del 2005, sviluppato da Indie Built e pubblicato da 2K Sports in esclusiva per Xbox 360 tramite il servizio di Xbox Live; si tratta del terzo capitolo della serie Amped.
È stato commercializzato il 22 novembre 2005 in Nord America e il 2 dicembre 2005 in Europa, mentre in Australia è uscito il 23 marzo 2006.

## Trama
La storia inizia alle pendici di una montagna in California, con il protagonista vestito con un costume da coniglio rosa che sale sulla montagna (tramite una funivia) con gli amici Wienerboy, Sebastian, J Dawg e Hunter.
Il protagonista attraversa la montagna sciando per perdere l'equilibrio e cadere; la dea Dente di leone gli si manifesta e gli permette di scegliere il suo nuovo aspetto.
Il protagonista scopre che i suoi amici stanno risparmiando dei fondi per una vacanza in una stazione sciistica cilena e, dopo aver completato diverse sfide di allenamento, li aiuta a guadagnare più soldi per le vacanze. Dopo aver salvato Wienerboy da un trio di criminali misteriosi, il protagonista li segue per vedere cosa stanno facendo; tuttavia, durante l'inseguimento, J Dawg accusa il protagonista di aver rubato i soldi per le vacanze dall'armadietto di Hunter e lo affronta mentre Wienerboy, Sebastian e Hunter si dirigono in Cile.
Per sostituire i fondi rubati, il protagonista svolge diversi mestieri per una società di marketing, che gli richiedono di immedesimarsi in diverse situazioni e di eseguire acrobazie pericolose; ma dopo il trasferimento della società di marketing, il protagonista incontra il suo amico Roman, il quale gli suggerisce di provare il soccorso piste come nuovo mestiere. Dopo aver guadagnato dei soldi, Roman suggerisce al protagonista di fotografare la celebrità Berlin Sheridan durante un viaggio invernale; il protagonista riesce a evitare i guardaspalle di Sheridan e guadagna abbastanza denaro per sostituire i fondi rubati e partire per il Cile.
Arrivato a Valle Nevado, il protagonista inizia a indagare su ciò che è successo ai suoi amici: sono stati selezionati per la sponsorizzazione di una società chiamata "Colonotronic Arts Incorporated". Il protagonista si riunisce con Wienerboy, il quale è stato respinto dalla Colonotronic Arts; incontra Sebastian - inviato per assistere al "riorientamento" del protagonista - e gli distrugge il computer portatile, riuscendo a rompere l'influenza della Colonotronic Arts su di lui. Il protagonista e Sebastian si dirigono al campo Laax, dove Hunter è stata inviata per reclutare più impiegati per la Colonotronic Arts - che si scopre essere segretamente controllata dall'antagonista Baron von Havoc.
Il protagonista affronta Hunter e la batte in due sfide di snowboard. Gli amici scoprono che J Dawg è stato reclutato in una boy band le cui canzoni contengono messaggi subliminali sinistri, ma il protagonista riesce a fermare il concerto dell'amico prima che possa trasmettere il messaggio a tutto il mondo.
Dopo che J Dawg è stato salvato, il protagonista e i suoi amici incontrano nuovamente Dente di leone, la quale li informa che ha rubato i loro fondi per le vacanze e che ha incastrato il protagonista per far dividere l'equipaggio purché non fosse caduto sotto il controllo mentale di Baron von Havoc; l'equipaggio si dirige allo zeppelin di Baron e interrompe il suo piano.
La trama del gioco termina con una canzone durante la quale vengono mostrati i personaggi principali del gioco, ma un meteorite si abbatte sulla Terra e la distrugge completamente quando la canzone termina.

## Modalità di gioco
Le partite si svolgono in diverse stazioni sciistiche contenenti diverse missioni secondarie - oltre a quelle principali.
Le missioni secondarie consistono in diverse sfide che richiedono al giocatore di eseguire particolari trucchi, corse a tempo e gare su slitte e motoslitte o contro altri personaggi - e consentono al giocatore di guadagnare equipaggiamento, trucchi e punti o valuta per sbloccare nuove aree di gioco e missioni principali.
Il gioco dispone di una campagna - divisa in capitoli (atti) - per un singolo giocatore, intervallata da minigiochi giocabili da più giocatori (2 in tutto)
Durante la campagna principale, sarà possibile personalizzare l'aspetto del protagonista.
È disponibile una classifica di punteggio che permette al giocatore di visualizzare i punti accumulati e i progressi fatti durante l'avanzamento nella trama e di confrontarli con quelli degli altri giocatori.

## Accoglienza
| Testata                          | Giudizio |
| -------------------------------- | -------- |
| Metacritic (media al 15-06-2020) | 72/100   |
| 1UP.com                          | B-       |
| Edge                             | 7/10     |
| Electronic Gaming Monthly        | 8/10     |
| Eurogamer                        | 6/10     |
| Game Informer                    | 8.5/10   |
| GamePro                          | 3/5      |
| GameSpot                         | 7.6/10   |
| GameSpy                          | 3.5/5    |
| IGN                              | 6.9/10   |
| The Sydney Morning Herald        | 4/5      |

Il gioco ha ricevuto critiche prevalentemente medie.
Nel premio Best & Worst of 2005 di GameSpot, Amped 3 ha vinto il premio "Most Outrageous Game" ed è stato nominato per i Best Licensed Music, Best Story, Best New Character (per Buck Wad), Funniest Game e Best Alternative Sports Game.